# Wyszanów (województwo łódzkie)
Wyszanów – wieś w Polsce położona w województwie łódzkim, w powiecie wieruszowskim, w gminie Wieruszów, nad Prosną.

## Nazwa
Miejscowość historycznie należy do ziemi wieluńskiej. Ma metrykę średniowieczną i istnieje co najmniej od XIV wieku. Wymieniona została w księdze łacińskiej Liber fundationis episcopatus Vratislaviensis (pol. Księga uposażeń biskupstwa wrocławskiego) spisanej za czasów biskupa Henryka z Wierzbna w latach 1295–1305. Pod rokiem 1305 zapisano ją w języku łacińskim jako villa Wyschowo, Wysschonow, Wyzanowo .

## Historia
Miejscowość wspomniały historyczne dokumenty prawne, własnościowe i podatkowe. W dokumencie z 1518 odnotowano we wsi 7. łanów, a w 1553 5. łanów. W 1564 w Wyszanowie 15 kmieci płaciło po 1 florenie i 18 groszy. W roku tym odnotowano również kowala, który płacił 3 floreny oraz 4. zagrodnikow płacących po 6. groszy. We wsi znajdował się także folwark, w którym pracowała ludność wiejska. Mieszkańcy na rzecz zamku zobowiązani byli do świadczenia podwodów. W okolicy wsi wydobywano rudę żelaza, która dostarczana była do kuźnic w Doruchowie. Były również barcie należące do właścicieli z Torzeńca. W 1651 dokumenty odnotowały we wsi 17 łanów należących do kmieci oraz 2. łany miejscowego plebana .
Wieś królewska w tenucie bolesławieckiej w powiecie wieluńskim województwa sieradzkiego w końcu XVI wieku. W latach 1975–1998 miejscowość należała administracyjnie do województwa kaliskiego.

### Zbrodnia niemiecka w 1939
Podczas inwazji Niemiec na Polskę w roku 1939 żołnierze niemieccy z 3. kompanii zmotoryzowanej 10. batalionu saperów z Ingolstadt dokonali mordu na ludności cywilnej. Dnia 2 września 1939, przechodząc przez wieś, wpadli w panikę i w fałszywym przekonaniu, że wpadli pod ostrzał polskich cywili, zaczęli ostrzeliwać siebie nawzajem, a następnie wypędzać mieszkańców z domów, które następnie podpalali. Kilkoro przestraszonych dzieci wraz ze starszymi mieszkańcami (razem 21 osób) schroniło się w piwnicy domu rodziny Szyszków. Niemcy odnaleźli jednak to schronienie i mimo błagań o litość, wrzucili do piwnicy granaty ręczne. Ponadto kilku mieszkańców wsi zostało zastrzelonych. Łącznie od kul, płomieni oraz wrzucanych do piwnic granatów zginęły 22 osoby – w większości starcy, kobiety i dzieci. Dzień wcześniej (1 września 1939) Niemcy wywieźli w głąb Rzeszy wszystkich zdolnych do noszenia broni mężczyzn z Wyszanowa. Dwóch z nich zostało po drodze zamordowanych przez konwojentów, co podniosło łączną liczbę ofiar pacyfikacji do 24. Niemcy spalili 27 gospodarstw – w tym 12 całkowicie, a 15 częściowo.

## Zabytki
- Główne zabytki Wyszanowa:
  - pomnik ofiar wojny
  - groby powstańców
  - zabytkowy, kościół (po niedawnym pożarze)
- Główne obiekty:
  - Dom Strażaka
  - Jednostka OSP należąca od 2005 roku do KSRG
  - Obiekty byłego Kółka Rolniczego
  - Neoromański kościół katolicki pod wezwaniem św. Michała
  - Szkoła podstawowa
  - Boisko sportowe przy ul. Szkolnej

Według rejestru zabytków NID na listę zabytków wpisany jest obiekt:
- kościół parafialny pw. św. Michała Archanioła, 1842, nr rej.: 990 z 20.12.1967